# Heiseria
Heiseria, biljni rod iz porodice glavočika (Compositae) smješten u podtribus Helianthinae, dio tribusa Heliantheae.
Ovaj je rod opisan 2011. godine kada je revidirana klasifikacija podplemena Helianthinae. Uvedena su četiri novoopisana roda, Dendroviguiera, Gonzalezia, Heiseria i Sidneya. Heiseria se sastoji od 3 vrste, sve su endemi iz Perua..

## Vrste
1. Heiseria irmscheriana (Bruns) Mesfin
2. Heiseria pusilla (A.Gray) E.E.Schill. & Panero
3. Heiseria simsioides (S.F.Blake) E.E.Schill. & Panero

## Sinonimi
Nema.